# Altmark
Pour le navire allemand de la Seconde Guerre mondiale, voir Altmark (pétrolier ravitailleur).

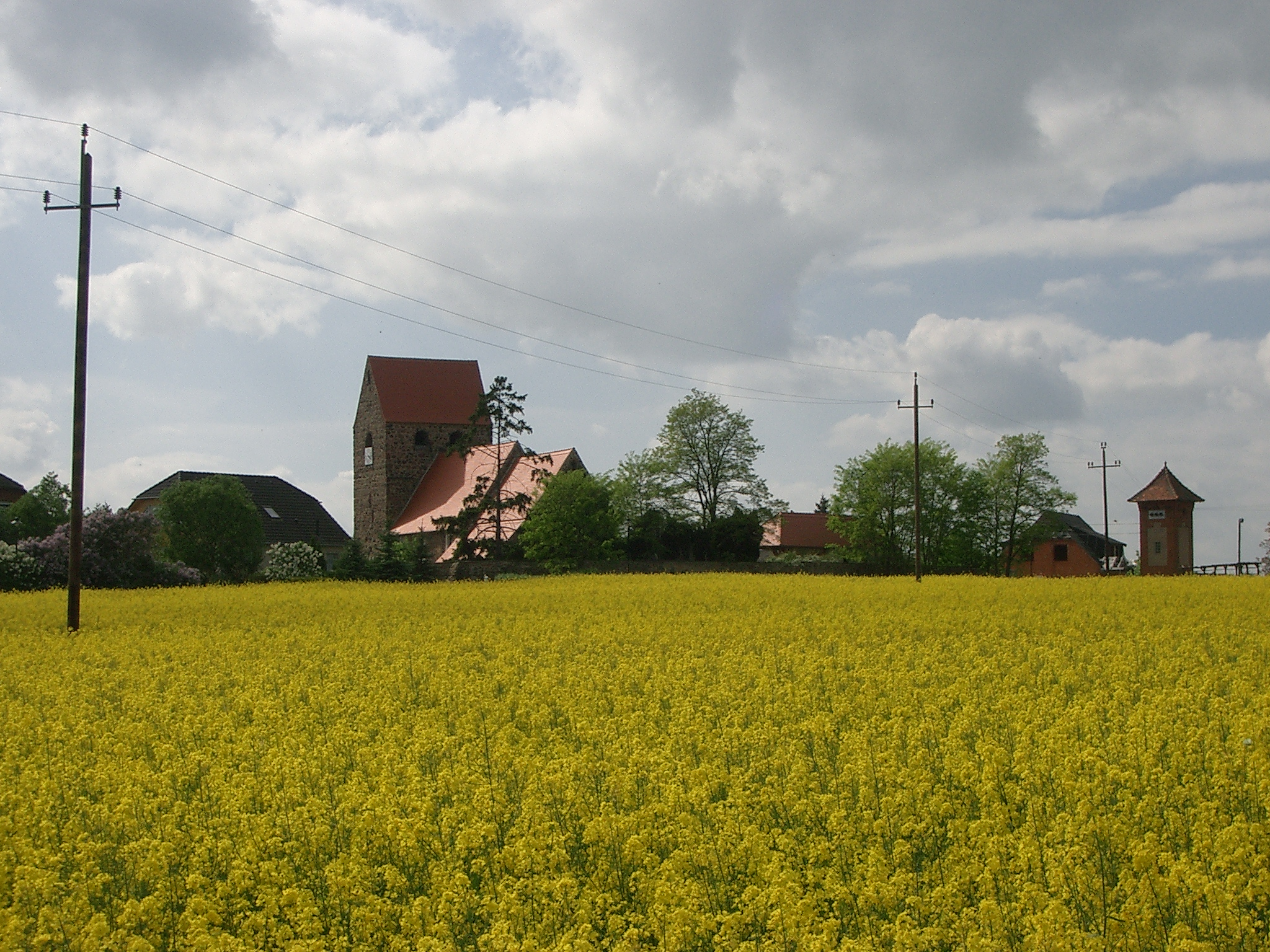
La campagne proche de Bismark.

L’Altmark (« Vieille-Marche » en français, en latin : Antiqua Marchia) est une région historique d'Allemagne comprenant le tiers Nord du Land de Saxe-Anhalt. Le paysage culturel s'étend dans la grande plaine du Nord sur l'ouest du cours inférieur de l’Elbe, entre Hambourg et Magdebourg. Le nom de l'Altmark se réfère à la zone initiale de la marche de Brandebourg établie par la maison d'Ascanie en 1157 ; c'est pourquoi la région est souvent appelée le « berceau de la Prusse ».

## Géographie

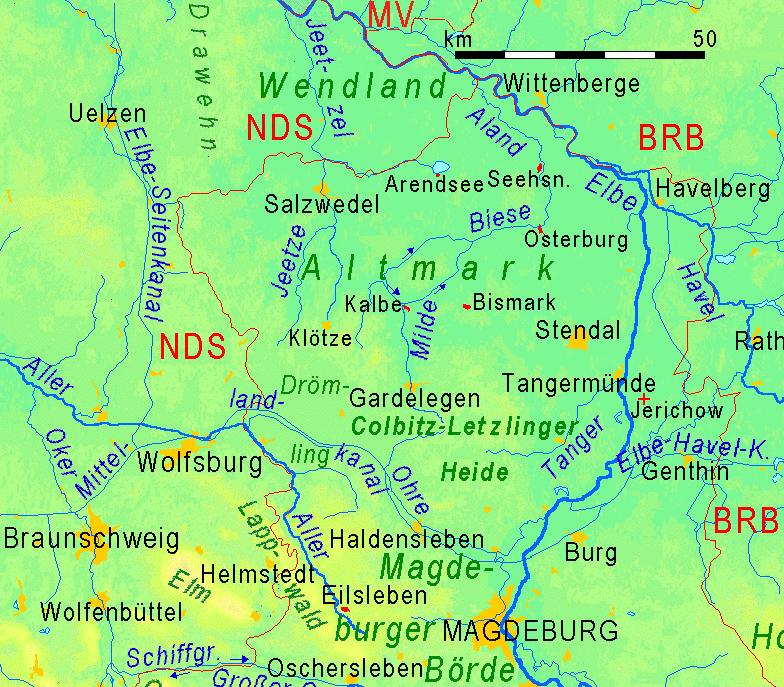
Topographie et voisinages de l'Altmark.

L'Altmark s'étire entre l'Elbe à l'est et la lande de Lunebourg à l'ouest, elle est bordée par le Wendland au nord et par la plaine fertile de la Magdeburger Börde au sud. Du point de vue administratif, elle appartient aux arrondissements d'Altmark-Salzwedel et de Stendal.
La région est principalement rurale avec une alternance de champs et de forêts. Au nord et au sud, les sols sont sablonneux et les forêts plus étendues. Les villages sont caractérisés par des fermes carrées et par des églises d’architecture romane. Les noms des villages tirent en grande partie leur origine du bas-saxon et dans une moindre mesure du slave. Les plus grandes villes sont Stendal et Salzwedel. L'autre ville importante est Tangermünde sur l'Elbe.

## Histoire
Au Moyen Âge central, la rive ouest de l'Elbe appartient à la région d'Ostphalie au sein du duché ethnique de Saxe, conquis par Charlemagne dans la guerre des Saxons et faisant partie de la Francie orientale à partir de 843. L'évangélisation dans la région est en grande partie confiée aux évêques d'Halberstadt. 
Les territoires orientaux au-delà du fleuve ont été peuplés par des tribus slaves (« Wendes »), notamment les Lutici. Au Xe siècle, le roi germanique Henri Ier et son fils l'empereur Otton Ier ont forgé des campagnes pour contrôler leur territoire et en 948, Otton a érigé les diocèses d'Havelberg et de Brandebourg, suffragants de l'archevêché de Magdebourg, au titre de la mission chrétienne. En 965, la marche du Nord fut créée dans les domaines à l'est de l'Elbe ; toutefois, les tribus slaves se sont alliées et révoltées en 983, reprenant le contrôle de la région. Le territoire sur la rive ouest de l'Elbe est confiée au comte saxon Lothaire-Odon Ier de Stade en 1056 et fut nommé la « marche de Stade » à partir de cette date. 
Au début du XIIe siècle, les rois germaniques ont cherché à reprendre les territoires slaves. Après l'extinction des comtes de Stade en 1134, l'empereur Lothaire de Supplinbourg accorda leur fief à Albert l’Ours, comte de Ballenstedt et ancien margrave de Lusace. À partir de ce territoire, Albert étend ses conquêtes : il s’empare de Havelberg dès 1136, et de la région adjacente de Prignitz en 1137. En 1148, il participe à la croisade contre les Wendes dans l’armée du roi Conrad III et se lia d’amitié avec Pribislav, prince slave des Havellanes, converti au christianisme et baptisé sous le nom de « Henri » et qui, en l’absence d'héritier, lui lèguera son pays et sa capitale Brandebourg. L'empereur Frédéric Barberousse lui octroie en 1157 le titre de margrave de Brandebourg.

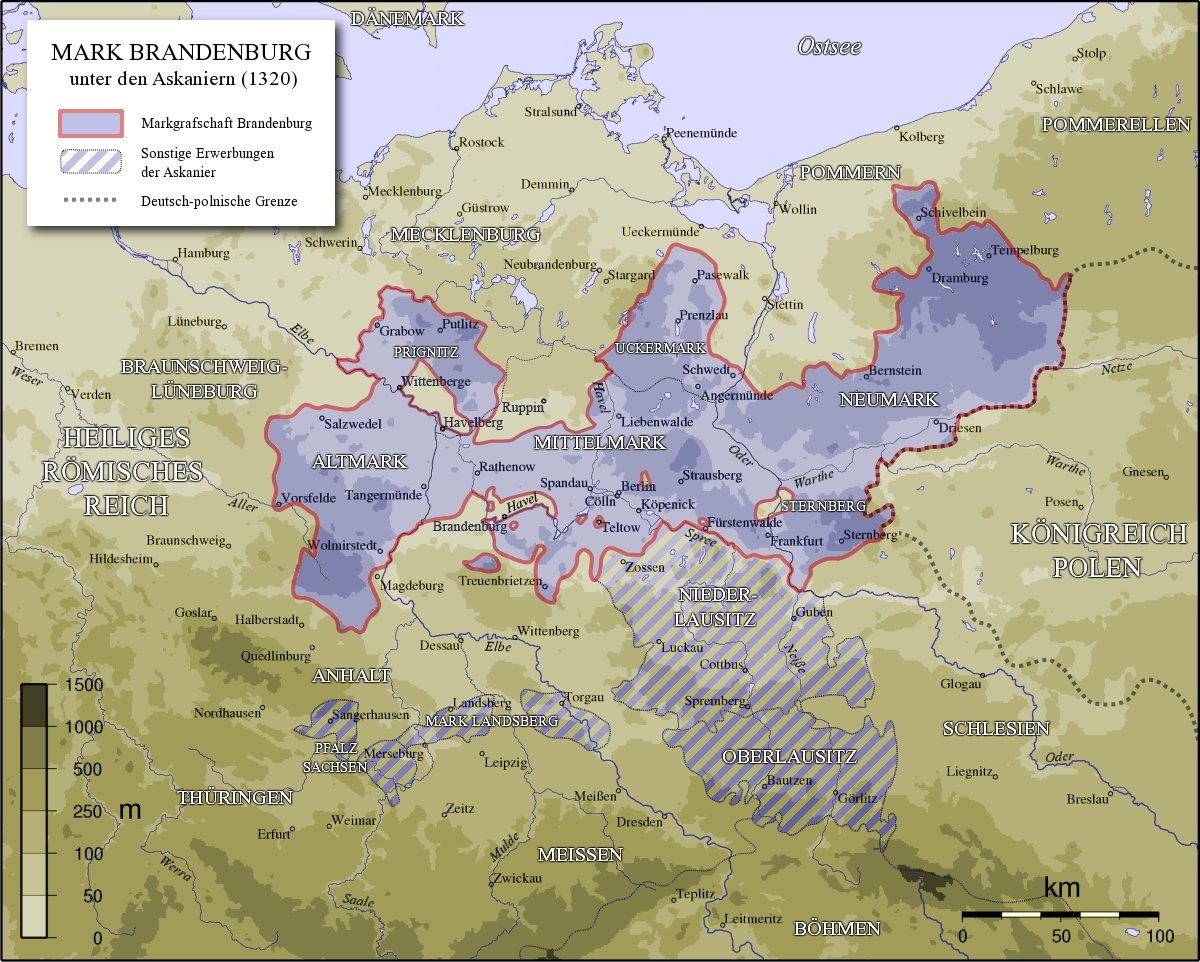
L'Altmark au sein de la marche de Brandebourg vers l'an 1320.

Désormais l'Antiqua Marchia, mentionné pour la première fois dans un acte de 1304, faisait partie de la marche de Brandebourg sous le règne de la maison d'Ascanie. Lorsque la lignée s'éteint en 1320, elle passe à les maisons de Wittelsbach et de Luxembourg. Sous le règne de cette dernière, parvenue à la tête du Saint-Empire, le Brandebourg était élevé au électorat par la Bulle d'or de 1356, édictée par l'empereur Charles IV. La ville de Tangermünde fut la seconde capitale de Charles, destinée au gouvernement des pays du Nord sous la couronne de Bohême. Le vieux château devint sous son règne un palais royal. 
Au concile de Constance en 1415, le fief de Brandebourg fut donné par l'empereur Sigismond de Luxembourg au burgrave Frédéric VI de Nuremberg, de la ligne cadette de la maison souabe de Hohenzollern. Ses descendants l'ont conservé jusqu'en 1918. Au sein de la Marche-Électorale, l'Altmark était l'une de quatre provinces, avec la Moyenne-Marche, la Prignitz et la marche de l'Ucker. Au XVIe siècle, elle était subdivisée en six arrondissements: Stendal, Tangermünde, Arnebourg, Seehausen, Arendsee et Salzwedel. L'Altmark faisait partie de l'État de Brandebourg-Prusse en 1618 et du royaume de Prusse à partir de 1701. 
Après la défaite de la Prusse contre Napoléon Ier en 1806, le traité de Tilsit assigne le territoire de l'Altmark au nouveau royaume de Westphalie. À la suite de la victoire  de la Prusse contre Napoléon en 1815, le Congrès de Vienne rattache l'Altmark à la nouvelle province de Saxe (Royaume de Prusse). L'Altmark est alors subdivisée en circonscriptions de Salzwedel, de Gardelegen, de Osterburg et de Stendal, administrées par le district de Magdebourg.
À l'issue de la Seconde Guerre mondiale, l'Altmark, à l'est de la frontière allemande intérieure, intègre le nouveau land de Saxe-Anhalt dans la zone d'occupation soviétique. Au sein de la RDA, l'Altmark est administrée par le nouveau district de Magdebourg de 1952 à 1990. Avec la réunification allemande en 1990, l'Altmark fait partie de la Saxe-Anhalt reconstituée.